# Saint-Martin-le-Pin

Saint-Martin-le-Pin este o comună în departamentul Dordogne din sud-vestul Franței. În 2009 avea o populație de 300 de locuitori.

## Evoluția populației
| An        | 1975 | 1982 | 1990 | 1999 | 2006 | 2009 |
| --------- | ---- | ---- | ---- | ---- | ---- | ---- |
| Populație | 311  | 292  | 303  | 305  | 301  | 300  |